# Olympische Jugend-Sommerspiele 2014/Teilnehmer (Polen)
| Gelbes Symbol für Goldmedaillen mit stilisierten Olympischen Ringen | Graues Symbol für Silbermedaillen mit stilisierten Olympischen Ringen | Braundes Symbol für Bronzemedaillen mit stilisierten Olympischen Ringen |
| ------------------------------------------------------------------- | --------------------------------------------------------------------- | ----------------------------------------------------------------------- |
| 5                                                                   | —                                                                     | 1                                                                       |

Die Jugend-Olympiamannschaft aus Polen für die II. Olympischen Jugend-Sommerspiele vom 16. bis 28. August 2014 in Nanjing (Volksrepublik China) bestand aus 59 Athleten.

## Athleten nach Sportarten

### Badminton
| Mädchen - Magda Konieczna | Jungen - Krzysztof Jakowczuk |

### Basketball
Jungen
- Maciej Bojanowski
- Mateusz Fatz
- Dominik Olejniczak
- Igor Wadowski

### Beachvolleyball
Jungen
- Dominik Kmiecik
- Jakub Macura

### Bogenschießen
| Mädchen - Sylwia Zyzańska | Jungen - Marek Szafran |

### Boxen
Mädchen
- Elżbieta Wójcik
Gold  Mittelgewicht

### Fechten
| Mädchen - Anna Mroszczak - Anna Szymczak Bronze Mixed (im Team Europa 2) - Sylwia Matuszak | Jungen - Andrzej Rządkowski Gold Florett Silber Mixed (im Team Europa 1) |

### Gewichtheben
| Mädchen - Kinga Kaczmarczyk | Jungen - Pawel Brylak |

### Judo
| Mädchen - Kamila Pasternak | Jungen - Pawel Wawrzyczek |

### Kanu
| Mädchen - Klaudia Zwolińska | Jungen - Marcel Holdak - Patryk Grzelka |

### Leichtathletik
| Mädchen - Ewa Swoboda - Sylwia Indeka - Aneta Konieczek - Olga Niedzialek - Maja Ślepowrońska - Aleksandra Ostrowska - Magdalena Zycer | Jungen - Wojciech Kaczor - Paweł Chmiel - Mateusz Borkowski - Dawid Żebrowski - Bartosz Wójcik - Igor Kopala - Konrad Bukowiecki Gold Kugelstoßen - Mateusz Strzeszewski - Adrian Muszyński |

### Moderner Fünfkampf
Jungen
- Bartosz Hoffmann

### Radsport
| Mädchen - Agata Drozdek - Natalia Nowotarska | Jungen - Szymon Sajnok - Damian Slawek |

### Ringen
Mädchen
- Natalia Strzalka
Bronze  Freistil bis 70 kg

### Rudern
| Mädchen - Katarzyna Pilch - Karolina Smyrak | Jungen - Mateusz Swietek |

### Schießen
Mädchen
- Agata Nowak
Gold  Luftpistole 10 m

### Schwimmen
| Mädchen - Nikola Petryka - Dominika Sztandera | Jungen - Jan Hołub - Wojciech Wojdak |

### Segeln
Mädchen
- Magdalena Majewska

### Taekwondo
Mädchen
- Patrycja Adamkiewicz

### Tennis
Jungen
- Kamil Majchrzak
Gold  Einzel
Bronze  Mixed (mit Fanni Stollár  Ungarn)
- Jan Zieliński
Gold  Mixed (mit Jil Teichmann  Schweiz)

### Tischtennis
| Mädchen - Natalia Bajor | Jungen - Patryk Zatowka |

### Turnen
Mädchen
- Wiktoria Łopuszańska